# Elektriske maller
Elektriske maller (familie Malapteruridae) er det almindelige navn for adskillige arter af ferskvandslevende maller med evnen til at give elektriske stød på op til 350 volt. Elektriske maller findes i flere dele af Afrika. Elektriske maller er som regel nataktive og lever primært af andre fisk. De kan blive så store som 90 cm lange og veje mere end  18 kg. Elektriske maller var kendt så langt tilbage som i Det gamle Egypten. Der er to slægter og over 12 kendte arter, hvoraf de fleste er dværgarter mindre end 30 cm lange.